# Dème d'Áno Kalamás
Le dème d'Áno Kalamás, en grec moderne : Δήμος Άνω Καλαμά / Dímos Áno Kalamá, est un dème du district régional d'Ioánnina, en Épire, Grèce. Depuis 2010, il est fusionné au sein du dème de Pogóni.
Selon le recensement de 2011, la population du dème compte 2 526 habitants.